# Dallenwil

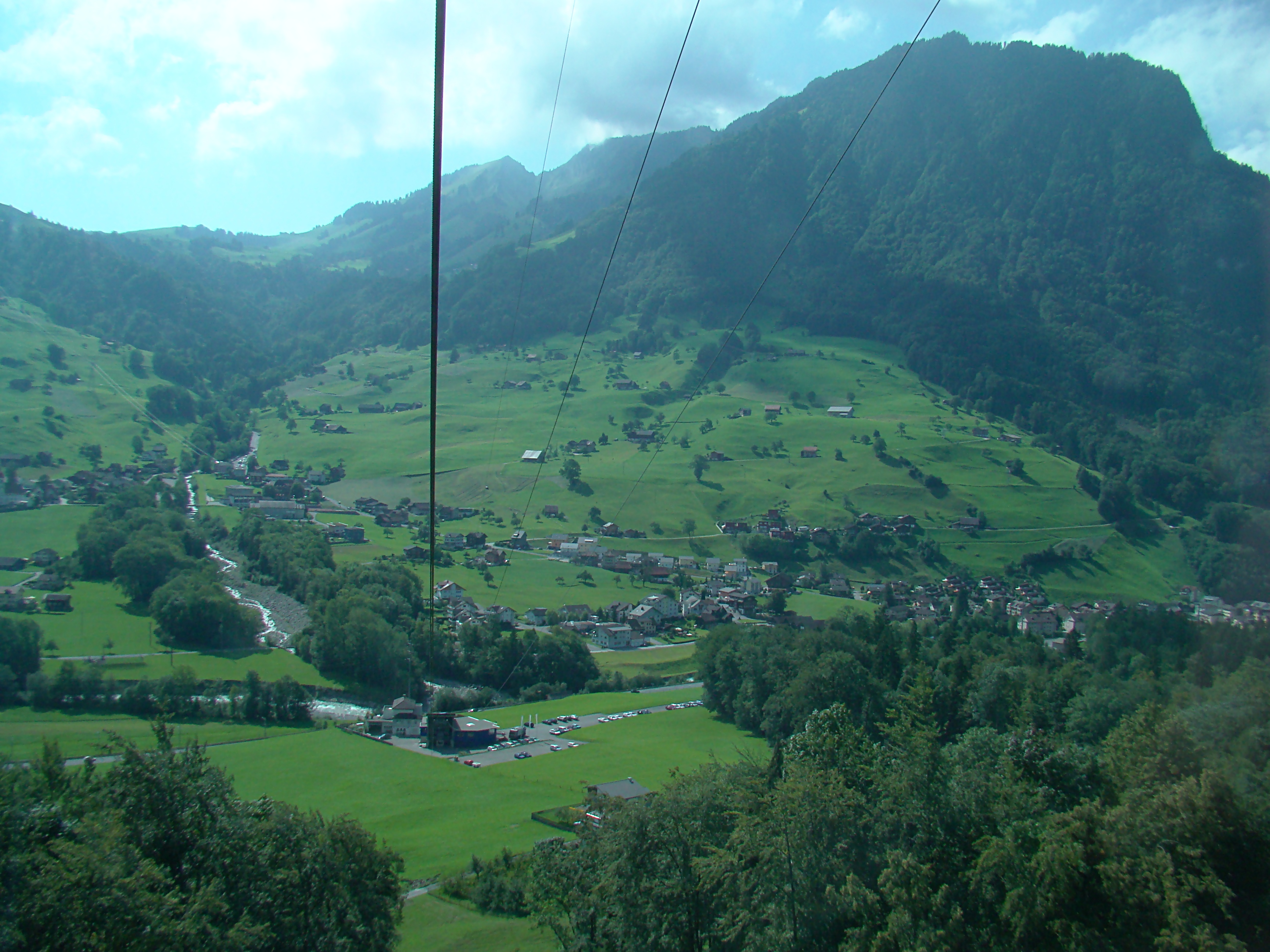
Blick auf Dallenwil

Dallenwil (im höchstalemannischen Ortsdialekt [ˈtɑɫæˌʋɪiɫ]) ist eine politische Gemeinde im schweizerischen Kanton Nidwalden.

## Geographie
Dallenwil liegt am Osthang des Stanserhorns zwischen dem linken Ufer der Engelberger Aa bis hinauf zum Hohberg und zum Arvigrat. Die Gemeinde umfasst die folgenden Weiler und Siedlungsgebiete: Städtli, Chapellendorf, Mühledorf, Vorder-, Hinter- und Ober-Dallenwil sowie Oberau. Auf einer Geländeterrasse auf rund 1200 m liegen Wirzweli, Wiesenberg, Dürrenboden sowie Wissifluh. Flächenmässig ist Dallenwil die fünftgrösste Gemeinde im Kanton Nidwalden.  
Vom gesamten Gemeindegebiet sind nur 4,6 % Siedlungsfläche. Einen grossen Teil des Gemeindeareals bedecken mit 38,0 % Anteil Gehölz und Wald. Eine noch grössere Fläche von 53,7 % wird landwirtschaftlich genutzt – oft als Alpen. Bloss 3,7 % sind unproduktive Flächen (meist Gebirge). 

## Geschichte
Erstmals schriftlich bezeugt findet sich Dallenwil um 1200 herum als de Telliwilare. Im Vorderglied steckt womöglich der althochdeutsche Personennamen Tello; der Ortsname würde damit «Gehöft des Tello» bedeuten. Die etymologischen Verhältnisse sind im Detail allerdings unklar, auch der 1408 erstmals fassbare Wechsel von Tel- zu Tal- wirft Fragen auf.
Besiedelt war die Gegend schon viel früher. Prähistorische Jäger sind vermutlich aus dem nahen Drachenloch (Ennetmoos) auf Jagdstreifzügen bis nach Dallenwil vorgedrungen. Die ersten Siedler dürften die Kelten, die Römer und später die Alemannen gewesen sein. Verschiedene Orts- und Flurnamen deuten auf diese frühen Besiedlungen hin. Das älteste Schriftstück, welches für die Gemeinde Dallenwil von Bedeutung ist, findet sich im Urbar des Klosters Muri aus dem Jahr 1065. Dabei wird das Gebiet «Egg» (Wiesenberg) als Eigentum des Klosters bezeichnet. Da es sich um Alpgebiet handelt, kann angenommen werden, dass bereits zu diesem Zeitpunkt das Gemeindegebiet von Dallenwil im heutigen Umfang mehr oder weniger genutzt wurde. Der Name «Dallenwil» (Telliwilare) wurde in einem Zinsrodel des Klosters Engelberg aus der Zeit um 1190 oder etwas darnach erstmals erwähnt. Die 1348 erstmals erwähnte und heute noch bestehende Ürtekorporation ist die erste öffentliche Körperschaft, welche gemeinsame Aufgaben der Bevölkerung übernahm.
Dallenwil hat eines der ältesten Gemeindewappen. Dieses war völlig in Vergessenheit geraten, bis Heinrich Angst im Jahre 1899 im Anzeiger für schweizerische Altertumskunde eine in Hamburg befindliche Scheibe der Geselschaft von Dalwil 1522 veröffentlichte. Diese zeigt als Wappen den heiligen Laurentius mit Rost und Palmzweig. St. Laurentius ist seit 1473 Kapellenpatron in Dallenwil. 1905 wurde das Wappen in die Serie des Ratsaals aufgenommen und gilt seither als offiziell.

## Wappen
Die Blasonierung lautet: «In Gold der heilige Laurentius mit silbernem von der schwarzen Schrift «Sanctus Laurentius M.» belegtem Nimbus, gekleidet in einer roten Dalmatika und silberner Albe, in der rechten Hand eine grüne Palme, in der linken einen schwarzen Rost.» Der Rost deutet auf das Martyrium des heiligen Laurentius, der auf einem Rost über glühenden Kohlen zu Tode gequält wurde. Die grüne Palme symbolisiert die Märtyrerpalme.

## Bevölkerung

### Bevölkerungsentwicklung
Bis 1920 wanderten zahlreiche Einheimische wegen fehlender Arbeitsplätze aus Dallenwil aus. Dies führte, trotz einem hohen Geburtenüberschuss, zu einem Schrumpfen der Einwohnerzahl in diesem Zeitraum (1850–1920: −7,7 %). In der Zwischenkriegszeit gab es ein starkes Wachstum (1920–1941: +28,7 %). Nach einem Jahrzehnt Stagnation setzte ein bis heute andauerndes Bevölkerungswachstum ein (1950–2009: +106,4 %). Grund hierfür waren die Verbesserung des Angebots des Öffentlichen Verkehrs und vor allem der Bau der A2. Die Gemeinde wurde wegen ihrer Nähe zum Nidwaldner Hauptort Stans und der günstigen Baulandpreise zudem auch für Pendler attraktiv. 
Bevölkerungsentwicklung von Dallenwil seit 1850 Quelle: Volkszählungen (1850–2000 Eidgenössische), Bundesamt für Statistik (ab 2010)

### Sprachen
Die Bevölkerung spricht eine hochalemannische Mundart. Nidwaldnerdeutsch wird noch häufig gesprochen. Fast die gesamte Einwohnerschaft spricht als tägliche Umgangssprache deutsch. Bei der letzten Volkszählung im Jahr 2000 gaben 95,8 % Deutsch, 1,4 % Albanisch und 0,7 % Serbokroatisch als Hauptsprache an.

### Religionen – Konfessionen
Die Bevölkerung war früher vollumfänglich Mitglied der römisch-katholischen Kirche. Die Konfessionsverhältnisse im Jahr 2000 lassen trotz Durchmischung immer noch die ursprüngliche Struktur erkennen. 1414 Personen waren katholisch (85,75 %). Daneben gab es 6,91 % protestantische und 1,15 % orthodoxe Christen, 0,36 % Muslime und 3,03 % Konfessionslose. 43 Personen (2,61 %) machten keine Angaben zu ihrem Glaubensbekenntnis.

### Herkunft – Nationalität
Von den 1857 Bewohnern Ende 2021 waren 1684 (90,68 %) Schweizer Staatsangehörige. Die Zugewanderten stammen mehrheitlich aus Mitteleuropa (Deutschland 55 und Polen 8 Personen), Südeuropa (Portugal 25 und Italien 21 Personen) und dem ehemaligen Jugoslawien (Kosovo 32 Personen). Bei der Volkszählung 2000 waren 1559 Personen (94,54 %) Schweizer Bürger; davon besassen 46 Personen eine doppelte Staatsbürgerschaft.

### Altersstruktur
Die Gemeinde zählt einen hohen Anteil an Leuten im mittleren Alter. Während der Anteil der Personen unter zwanzig Jahren 19,66 % der Ortsbevölkerung ausmacht, sind 19,28 % Senioren (65 Jahre und älter). Die grösste Altersgruppe stellen mittlerweile die Personen zwischen 45 und 59 Jahren. Im Jahr 2000 war es noch die Altersgruppe von 30 bis 44 Jahren. Grund dafür ist die Alterung der Generation der Babyboomer (Jahrgänge bis 1965). Auf 100 Leute im arbeitsfähigen Alter (20–64 Jahre; 1134 Personen) entfallen 32 Junge (365 Personen) und 32 Menschen (358 Personen) im Pensionsalter.  
Die aktuelle Altersverteilung zeigt folgende Tabelle:
| Alter                                                             | 0–6 Jahre | 7–15 Jahre | 16–19 Jahre | 20–29 Jahre | 30–44 Jahre | 45–59 Jahre | 60–79 Jahre | 80 Jahre und mehr | Einwohner |
| Anzahl                                                            | 114       | 170        | 81          | 225         | 344         | 440         | 385         | 98                | 1857      |
| Anteil                                                            | 6,14 %    | 9,15 %     | 4,36 %      | 12,12 %     | 18,52 %     | 23,69 %     | 20,73 %     | 5,28 %            | 100 %     |
| Quelle: Bundesamt für Statistik, Bevölkerung nach Alter Ende 2021 |           |            |             |             |             |             |             |                   |           |

Die Alterung nimmt zu. Dies beweist der Vergleich mit dem Jahr 2000. Bei der letzten Volkszählung im Jahr 2000 ergab sich folgende Altersstruktur:
| Alter  | 0–6 Jahre | 7–15 Jahre | 16–19 Jahre | 20–29 Jahre | 30–44 Jahre | 45–59 Jahre | 60–79 Jahre | 80 Jahre und mehr | Einwohner |
| Anzahl | 173       | 259        | 87          | 168         | 450         | 271         | 210         | 31                | 1649      |
| Anteil | 10,49 %   | 15,71 %    | 5,28 %      | 10,19 %     | 27,29 %     | 16,43 %     | 12,73 %     | 1,88 %            | 100 %     |

## Wirtschaft
Ursprünglich dominierte in Dallenwil die Landwirtschaft. In Dallenwil gibt es kleinere Industriebetriebe (Seilbahnbau, Bauunternehmung) sowie Gewerbe- und Dienstleistungsbetriebe (Raiffeisenbank, Druckerei). Es gibt noch 46 Landwirtschaftsbetriebe und Alpwirtschaft im Gebiet Dürrenboden.
In Dallenwil ist die Arbeitslosigkeit tief; die Sozialhilfequote betrug 2019 0,33 %. Im Jahr 2020 waren von 833 Beschäftigten 512 männlich und 321 weiblich. Die Mehrheit der Beschäftigten arbeitete 2020 in Dienstleistungsunternehmen (Sektor 3). Danach folgte der Bereich Industrie und Gewerbe (Sektor 2). Der lange Zeit dominierende Bereich Landwirtschaft/Forstwirtschaft/Fischerei (Sektor 1) ist immer noch von Bedeutung. Die Zahlen für die drei Sektoren sehen wie folgt aus:
| | 1. Sektor | 1. Sektor    | 1. Sektor         | 2. Sektor | 2. Sektor    | 2. Sektor         | 3. Sektor | 3. Sektor    | 3. Sektor         | Total    | Total        | Total             |
| | Betriebe  | Beschäftigte | Vollzeit- stellen | Betriebe  | Beschäftigte | Vollzeit- stellen | Betriebe  | Beschäftigte | Vollzeit- stellen | Betriebe | Beschäftigte | Vollzeit- stellen |
| Anzahl | 39        | 114          | 71                | 26        | 286          | 256               | 103       | 433          | 280               | 168      | 833          | 607               |
| Anteil | 23,21 %   | 13,69 %      | 11,70 %           | 15,48 %   | 34,33 %      | 42,17 %           | 61,31 %   | 51,98 %      | 46,13 %           | 100 %    | 100 %        | 100 %             |
| Quelle: Bundesamt für Statistik; Statistik der Unternehmensstruktur STATENT, Arbeitsstätten und Beschäftigte nach Gemeinde und Wirtschaftssektoren |           |              |                   |           |              |                   |           |              |                   |          |              |                   |

Im Jahr 2000 gab es 499 Erwerbstätige in Dallenwil. Davon waren 295 (59,12 %) Einheimische und 204 Zupendelnde. Die Zupendelnden kamen vorwiegend aus der Region; nämlich aus  Wolfenschiessen (18,6 %), Oberdorf (13,7 %), Stans (12,7 %), Ennetbürgen (8,8 %), Beckenried (7,8 %), Stansstad (6,9 %) und Buochs (6,4 %). Im gleichen Jahr waren 866 Menschen aus Dallenwil erwerbstätig. Somit arbeiteten 571 Personen in anderen Gemeinden. In den Nidwaldner Hauptort Stans pendelten 182 Personen (= 31,9 % aller Wegpendelnden), in die Stadt Luzern 71 Personen (12,4 %), nach Oberdorf 43 Personen (7,5 %), nach Engelberg 30 Personen (5,3 %) und nach Hergiswil 24 Personen (4,2 %). Somit pendelte eine relative Mehrheit von rund 40 % der Leute innerhalb der Agglomeration Stans, eine starke Minderheit in die Agglomeration Luzern (Stadt Luzern, Hergiswil etc.) und eine kleinere Minderheit in den Kanton Obwalden (Engelberg und die Agglomeration Sarnen).

## Verkehr
Die Gemeinde Dallenwil liegt an der Bahnstrecke Luzern–Stans–Engelberg der Zentralbahn; der Bahnhof ist Endpunkt der Linie S 4 der S-Bahn Luzern. Die Autobahn A2 ist in wenigen Minuten erreichbar. Die Luftseilbahnen Dallenwil–Wirzweli und Dallenwil–Wiesenberg erschliessen auf der westlichen Talseite das Gebiet Wiesenberg/Wirzweli mit 150 Ferienhäusern als Ski-, Erholungs- und Wandergebiet. Auf der östlichen Talseite führt die Luftseilbahn Dallenwil–Niederrickenbach zum autofreien Wallfahrtsort Maria-Rickenbach (Gemeinde Oberdorf) und in das Einzugsgebiet des Brisen.

## Sehenswürdigkeiten
Neben der barocken Pfarrkirche St. Laurentius gehört die Wallfahrtskirche Wiesenberg zu den Sehenswürdigkeiten der Gemeinde. Ein Geo-Weg mit 19 Informationstafeln zu Flora und Geologie führt in 4 Stunden vom Stanserhorn zum Wirzweli.

## Persönlichkeiten
- Jakob Joseph Matthys (1802–1866), Priester, Sprachenkenner und Dialektologe
- Melchior Joller (1818–1865), Publizist und Politiker
- Adolf Durrer (1849–1909), Politiker
- Remigi Niederberger (1885–1972), Politiker
- Verena Bürgi (1949–2013), Politikerin (CVP)[10]
- Der Jodlerklub Wiesenberg konnte sich zwei Mal unter den Top 10 der Schweizer Hitparade platzieren und erreichte insbesondere mit dem Lied Ewigi Liäbi einen nationalen Bekanntheitsgrad.

## Bilder

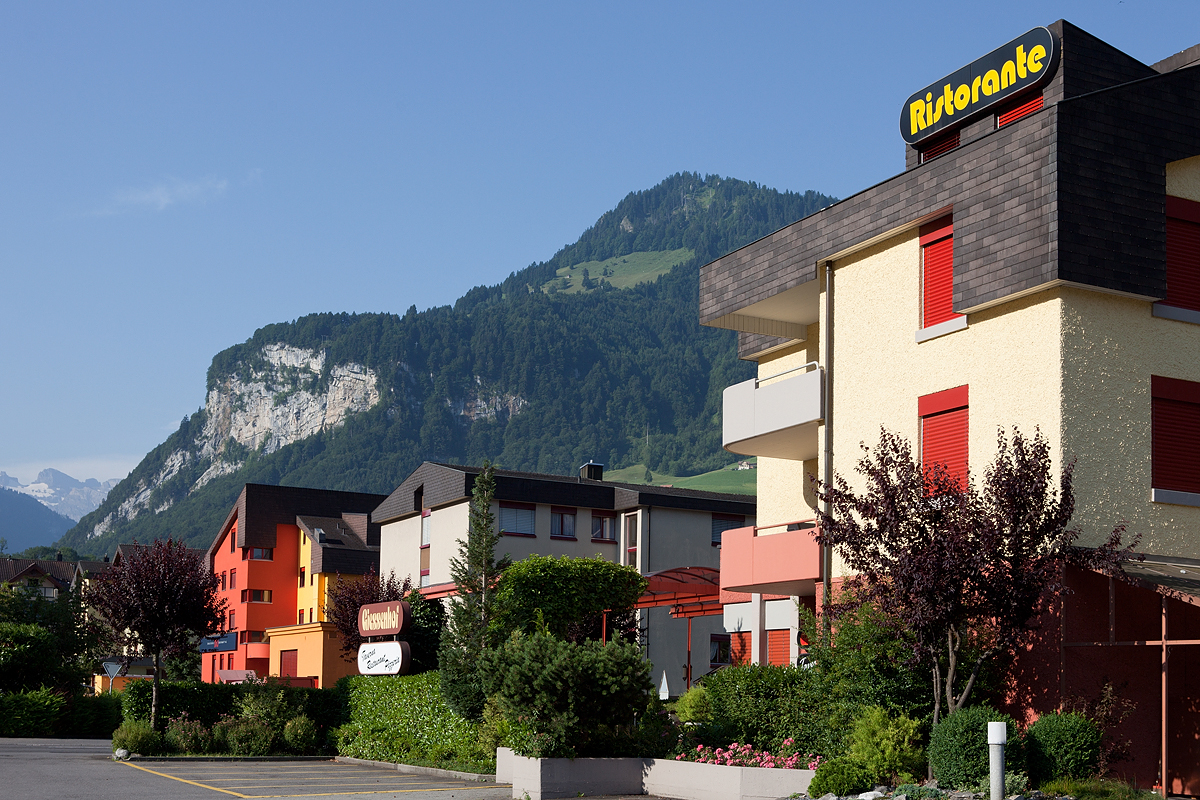
Dallenwil
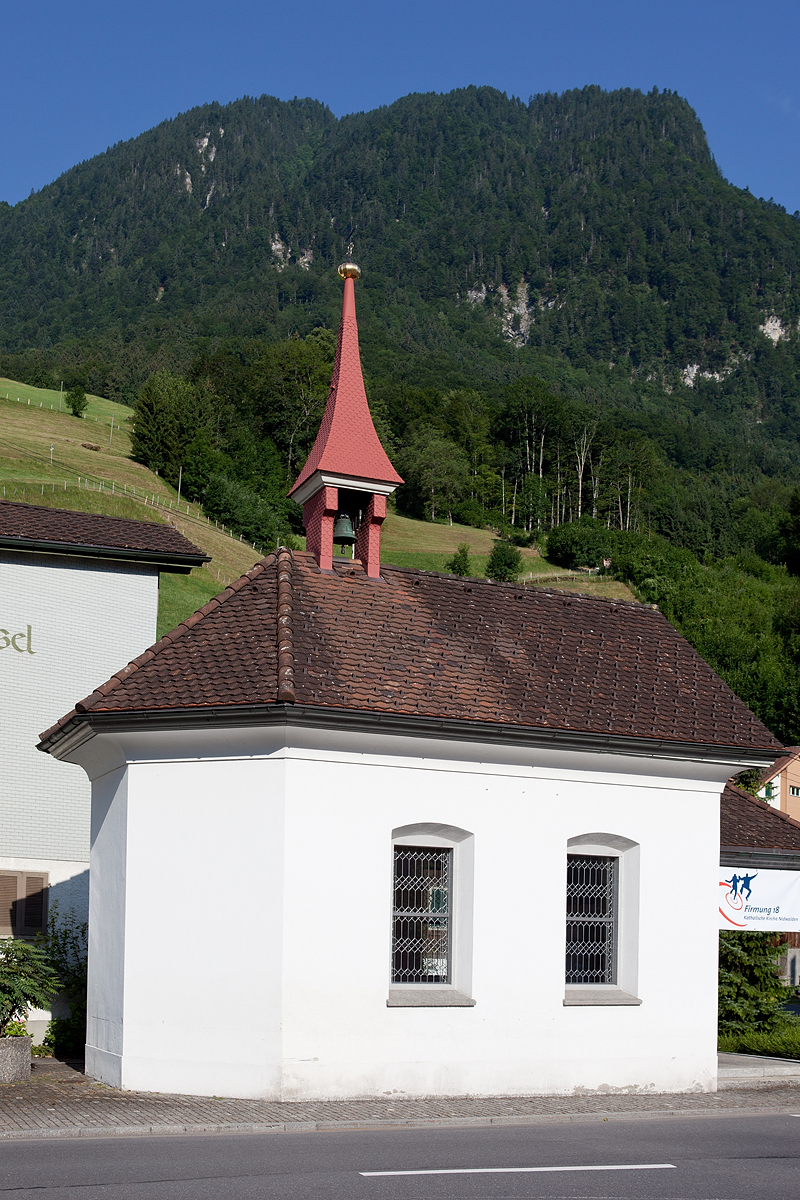
Kapelle St. Katharina
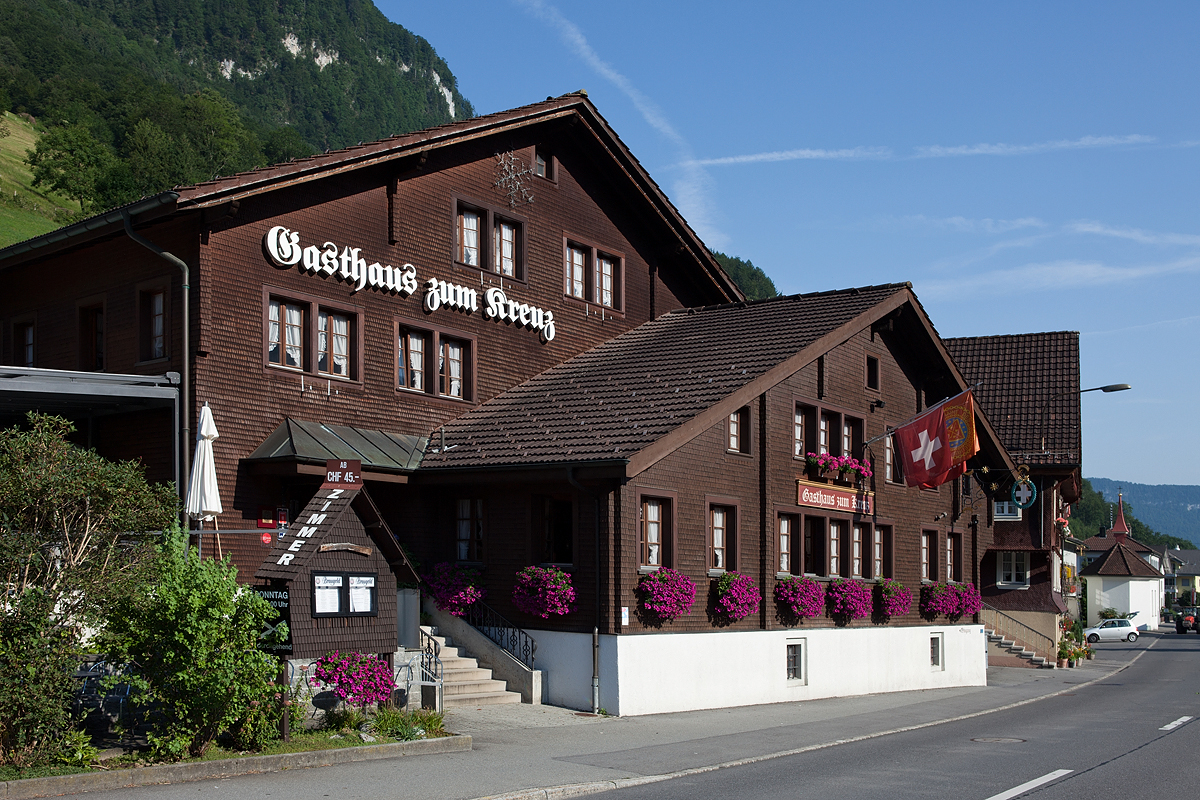
Hist. Gasthaus Kreuz
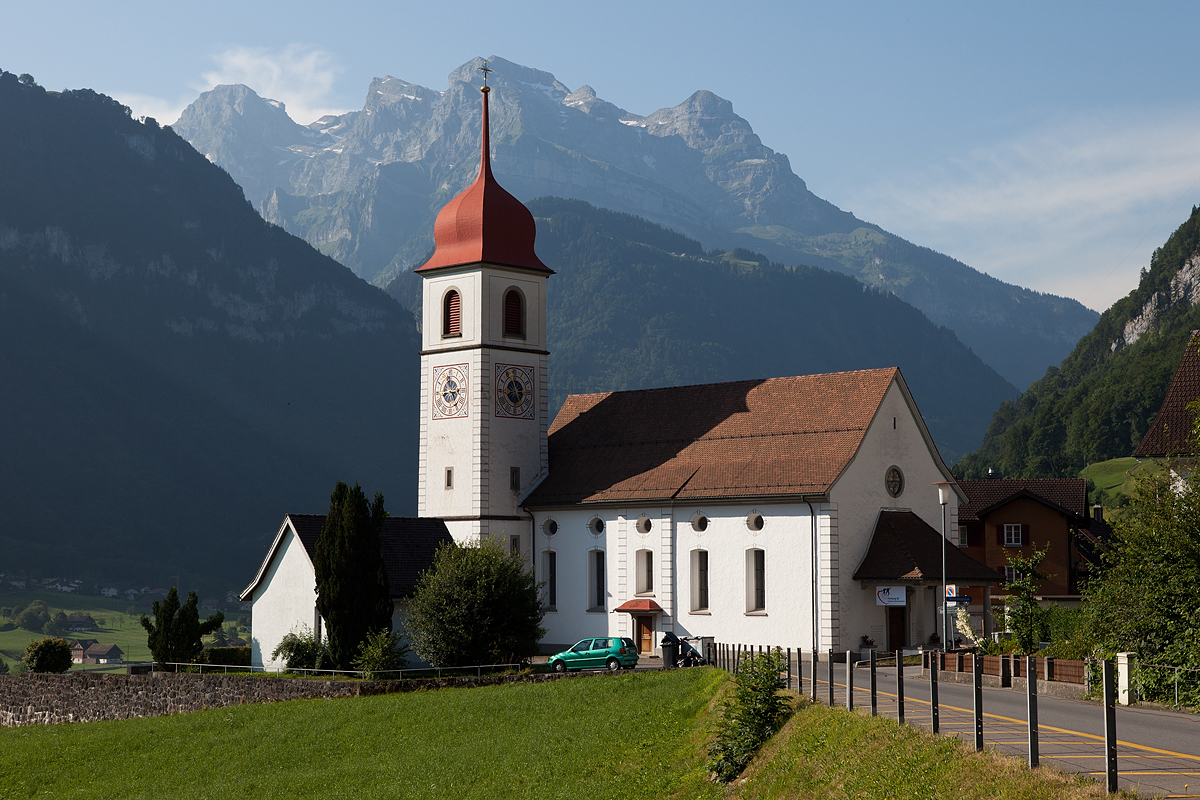
Pfarrkirche St. Laurentius
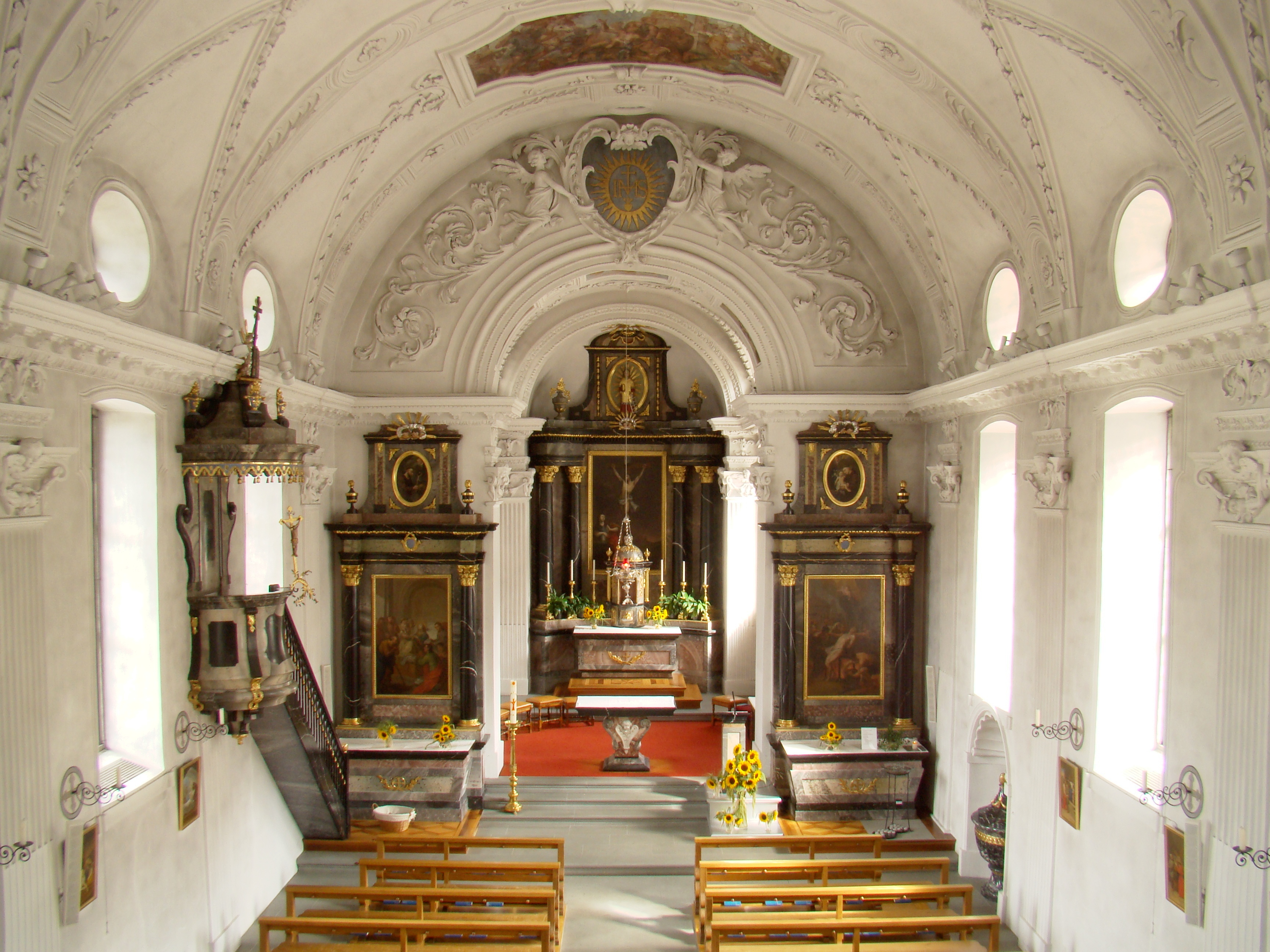
Pfarrkirche St. Laurentius
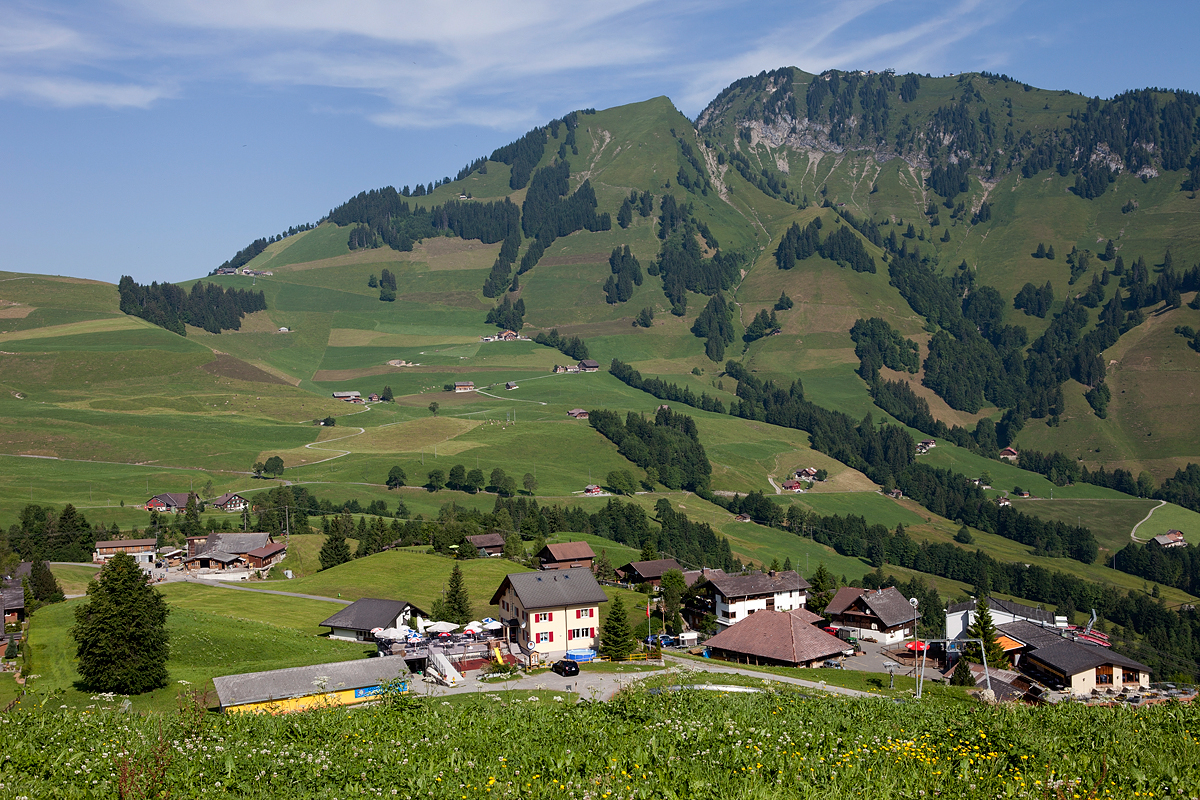
Wirzweli (Ausflugsziel)